# Micranthes stellaris
Micranthes stellaris, базионим — Saxifraga stellaris (камнеломка звёздчатая), — аркто-альпийское травянистое растение, вид из семейства камнеломковых (Saxifragaceae). Она образует метёлки из 5–10 белых цветов на стебле высотой до 20 см, поднимающемся из прикорневой розетки листьев. Один из подвидов встречается от восточной Канады до России, включая Британские острова, а другой — в горах Южной Европы. Изначально вид описал и поместил в род Камнеломка (Saxifraga) шведский ботаник Карл Линей в 1753, но в 2005 году вид был перенесён в род Микрантес (Micranthes).

## Описание
Травянистое многолетние растение, которое образует розетку листьев, из которой вырастает, как правило, безлистный стебель высотой до 20 см. Листья зубчатые, несколько мясистые, яйцевидной или обратнояйцевидной формы, без явно выраженного черешка. Обычно они достигают 3 см в длину (с колебаниями от 1 до 5 см), с клиновидным основанием.
Цветки собраны в рыхлую метёлку, состоящую из 5–10 цветков. Каждый цветок имеет загнутые чашелистики, окружающие пять белых лепестков длиной 3–6 мм, у основания которых расположены два жёлтых или красных пятна. Пыльники также бывают жёлтыми или красными. Цветение происходит с июня по август.
Семена тёмно-коричневые, гладкие, длиной 0,6–0,8 мм и шириной 0,3–0,4 мм. Они эллиптической, яйцевидной или почковидной формы, с продольными рёбрами, несущими шипы. Хромосомное число M. stellaris — 2n = 28.

## Распространение и экология
Micranthes stellaris имеет арктическо-альпийское распространение. Он встречается от Баффиновой Земли, Лабрадора и Гренландии до арктической России, включая Исландию, Скандинавию и Британские острова. Далее на юг он встречается от Сьерра-Невады на юге Испании до восточных Карпат, включая более низкие хребты, такие как Центральный массив.
В Арктике Micranthes stellaris может встречаться вплоть до уровня моря. На Британских островах она обильно произрастает в Северном Уэльсе, Северной Англии и Шотландии, достигая вершины Бен-Невиса (1 344 м), но в Ирландии встречается лишь локально. Его самые южные места произрастания в Великобритании — склоны Плинлимуна и долина Рейдол; в горах Южного Уэльса она не встречается. В Вогезах растение обитает на высоте около 1 100 м, тогда как в Швейцарских Альпах его можно найти только выше 1 300–1 400 м. В горах Сьерра-Невада на юге Испании он поднимается на высоты до 3 350 м. . 
Micranthes stellaris обитает во влажных местах, например, на влажных ручьях, около ручьев или родников, или на влажных скальных выступах. Он самосовместим, но его цветки протандрические и обычно опыляются мухами.

## Таксономия
Micranthes stellaris был впервые описан Карлом Линнеем в его труде Species Plantarum в 1753 году под названием Saxifraga stellaris. Линней указал на произрастание этого вида в горах Шпицбергена, Лапландии, Швейцарии, Штирии и Вестморленда.

### Подвиды
Номинативный подвид — Micranthes stellaris subsp. stellaris — является северным и встречается от Канады до России, включая Британские острова. Подвид, обитающий в Альпийском поясе и других горах Южной Европы, часто называют M. stellaris subsp. alpigena, но приоритет имеет более старое название – M. stellaris subsp. robusta. Название M. stellaris subsp. prolifera используется для растений из юго-восточных Альп, которые имеют немногочисленные цветки, но образуют луковички на стеблях.
- M. stellaris subsp. hispidula (Rochel) Gornall
- M. stellaris subsp. prolifera (Sternb.) Schönb.-Tem., syn. M. stellaris var. prolifera (Sternb.) Gornall
- M. stellaris subsp. robusta (Engl.) Gremli
- M. stellaris subsp. stellaris = Saxifraga stellaris L.basionym

### Синонимы
По данным GBIF в синонимику вида входят следующие названия:
- = Micranthes stellaris var. stellaris (L.) Galasso, Banfi & Soldano, 2005
- = Saxifraga clusii Engl.
- = Saxifraga gredensis RivasGoday
- = Saxifraga stellaris subsp. comosa Retz.
- = Spathularia stellaris (L.) Haw., 1821